# Maria de Romania
Maria de Romania, reina de Iugoslàvia (Gotha 1900 - Londres 1961). Reina de Iugoslàvia era besneta de la reina Victòria I del Regne Unit i del tsar Alexandre II de Rússia.
Nascuda a la ciutat alemanya de Gotha el dia 6 de gener de l'any 1900 tota la seva vida fou coneguda amb el nom Mignon. Filla del rei Ferran I de Romania i de la princesa Maria del Regne Unit. Era neta per via paterna del príncep Leopold de Hohenzollern-Sigmaringen i de la infanta Antònia de Portugal essent-ho per via materna del duc Alfred del Regne Unit i de la gran duquessa Maria de Rússia.
El 8 de juny de l'any 1922 es casà amb el rei Alexandre I de Iugoslàvia fill del rei Pere I de Sèrbia i de la princesa Zorka de Montenegro. La parella s'instal·là a Belgrad i tingueren tres fills:
- SM el rei Pere II de Iugoslàvia nat el 1923 a Belgrad i mort el 1970 als Estats Units a la ciutat de Denver. Es casà amb la princesa Alexandra de Grècia.

- SAR el príncep Tomislav de Iugoslàvia nat el 1928 a Belgrad i mort el 2000 a Belgrad. Es casà en primeres núpcies amb la princesa Margarida de Baden i en segones núpcies amb Linda Bonney.

- SAR el príncep Andreu de Iugoslàvia nat el 1929 a Belgrad suïcidant-se 1990. Es casà amb la princesa Cristina de Hessen-Kassel i en segones núpcies amb la princesa Kira Melita de Leiningen.

Esdevingué reina mare de Iugoslàvia després del regicidi del seu marit ocorregut el 1934 a Marsella. La reina partí a l'exili el 1941 instal·lant-se al camp anglès on adquirí una important finca campestre en la qual visqué fins a la seva mort el 1961.